# Astorgio Agnensi
Pour les articles homonymes, voir Agnesi.
Astorgio Agnensi ou Astorgio Agnesi (né en 1391 à Naples, Italie, alors dans le royaume de Naples, et mort le 10 octobre 1451 à Rome) est un cardinal italien du XVe siècle.

## Biographie
Astorgio Agnensi est clerc de Naples. En 1411, il est nommé évêque de Mileto, en 1413 transféré à Ravello, en 1418 à Melfi, en 1419 à Ancône et en 1422 à Ascoli Puglia, mais il décline ce dernier transfert. Agnensi est trésorier apostolique, gouverneur du duché de Spolète et des Marches d'Ancône. Il est envoyé comme délégué pour lutter contre les hérésies des fraticelli dans le diocèse de Jesi. En 1436 il est promu archevêque de Bénévent. Agnensi est nommé administrateur de Canna en 1445 et gouverneur de Bologne en 1447. Il est vice-chancelier de la Sainte-Église lors du pontificat du pape Eugène IV.
Le pape Nicolas V le crée cardinal lors du consistoire du 20 décembre 1448. Le cardinal Agnensi est camerlingue du Sacré Collège en 1449 et 1450.